# Lactobacillus reuteri
Lactobacillus reuteri – gatunek Gram-dodatniej bakterii z rodzaju Lactobacillus, która naturalnie zasiedla jelita u ssaków i ptaków. Pierwszy raz opisano ją w 1980 roku. Jest wykorzystywana jako probiotyk.

## Historia

### Odkrycie
Bakterie L. reuteri były opisywane już na przełomie XIX/XX wieku, lecz klasyfikowano je błędnie jako Lactobacillus fermentum. Bakterie te zaczął rozróżniać w latach 60. niemiecki mikrobiolog Gerhard Reuter, opisując L. reuteri jako „L. fermentum biotyp II”. L. reuteri została zidentyfikowana jako odrębny gatunek w 1980 roku przez Kandlera i współpracowników. Stwierdzili oni istotne różnice pomiędzy L. reuteri i innymi biotypami L. fermentum i zaproponowali sklasyfikowanie bakterii jako osobnego gatunku. Jako nazwę gatunkową wybrano „reuteri” na cześć Gerharda Reutera.

## Występowanie
Na początku 1980 roku, krótko po uznaniu bakterii L. reuteri jako odrębnego gatunku, naukowcy zaczęli odkrywać, że L. reuteri występuje w wielu różnych naturalnych środowiskach; zaczęto izolować ją też z wielu produktów żywnościowych (głównie z produktów mlecznych i mięsa.
Zainteresowanie bakterią L. reuteri zaczęło wzrastać od momentu, kiedy odkryto, że jest to bakteria kolonizująca jelita zdrowych zwierząt. W 1960 roku Gerhard Reuter jako pierwszy wyizolował L. reuteri z ludzkich próbek kału i jelit. Badania te w późniejszym okresie zostały kilkakrotnie powtórzone przez innych badaczy. Te same eksperymenty, mające na celu wyizolowanie L. reuteri z jelit zdrowych zwierząt, wykonywano również na innych gatunkach zwierząt, potwierdzając powszechne występowanie L. reuteri. Odkryto ją w jelitach owiec i kurczaków, świń. Ponadto badania w poszukiwaniu 18 najważniejszych gatunków flory bakteryjnej u różnych zwierząt, włączając Lactobacillus acidophilus, wykazały, że L. reuteri jest jedyną bakterią stanowią główną składową z gatunku Lactobacillus w jelitach każdego gospodarza spośród badanych zwierząt. Obecnie jest to jedna z najbardziej rozpowszechnionych bakterii naturalnie występujących w jelitach. Podobne badania wykazały, że każde zwierzę ma sobie właściwy szczep L. reuteri. Uniwersalność L. reuteri i związana z nim specyficzność, doprowadziła do tego, że naukowcy zaczęli się doszukiwać jej roli w utrzymywaniu zdrowia danego organizmu.

### L. reuterijako środek przeciwko drobnoustrojom
Pod koniec lat 80. XX wieku Walter Dobrogosz, Ivan Casas i ich współpracownicy odkryli, że L. reuteri za sprawą fermentacji glicerolu produkuje i wydziela antybiotyk o szerokim spektrum. Na cześć Gerharda Reutera nazwano go reuteryną. Powstawanie reuteryny to wynik szeregu reakcji chemicznych. Odkryto, że reuteryna hamuje wzrost części szkodliwych bakterii Gram-dodatnich i Gram-ujemnych, a także drożdży, grzybów i pierwotniaków.
W tamtym okresie organizmy jelitowe zdolne do zwalczania innych organizmów, szkodliwych dla zdrowia innych, cieszyły się dużym zainteresowaniem. Naukowcy odkryli, że L. reuteri może wydzielać wystarczającą ilość reuteryny, która może powodować pożądane efekty przeciwbakteryjne. Co więcej, okazało się, że do zabicia „dobrych” bakterii jelitowych (m.in. L. reuteri i innych gatunków Lactobacillus) potrzeba 4-5 razy większej ilości reuteryny. To pozwoliłoby L. reuteri usunąć „najeźdźców” zachowując w stanie nienaruszonym naturalną mikroflorę jelit.
Niektóre badania podały w wątpliwość to, że produkcja reuteryny ma zasadnicze znaczenie dla zdrowia. Na początku 2008 roku potwierdzono zdolność L. reuteri do wytwarzania reuteryny w przewodzie pokarmowym, co polepsza jej zdolność do hamowania wzrostu bakterii E. coli. Klaster genów kontrolujących biosyntezę reuteryny i kobalaminy w genomie L. reuteri jest genomową wyspą pozyskaną od nietypowego źródła.
Chociaż L. reuteri występuje naturalnie u ludzi, nie występuje u wszystkich osób. Dlatego w celu osiągnięcia i utrzymania wysokiego poziomu bakterii L. reuteri potrzebna jest jej suplementacja. Wykazano, że doustnie przyjmowana L. reuteri efektywnie kolonizuje jelita zdrowych ludzi; kolonizacja zaczyna się szybko (w ciągu kilku dni od spożycia), aczkolwiek poziom bakterii spada w ciągu kilku miesięcy po zaprzestaniu ich przyjmowania. Co więcej, L. reuteri można znaleźć w kobiecym mleku, a przyjmowanie suplementów przez matkę zwiększa ilość L. reuteri obecnych w produkowanym przez nią pokarmie i co za tym idzie - prawdopodobieństwo przekazania ich do organizmu dziecka.